# Marek Baster
Marek Paweł Baster (ur. 11 czerwca 1976 w Krakowie) – piłkarz polski, obrońca.

## Życiorys
Treningi piłkarskie rozpoczynał w drużynie Tramwaju Kraków, następnie grał w Pogoni Miechów i Sparcie Kazimierza Wielka. W rundzie jesiennej 1998/1999 po raz pierwszy znalazł się w składzie Cracovii. Wiosną 1999 był ponownie zawodnikiem Pogoni Miechów, następnie powrócił do Cracovii. Występował w tym zespole przez kolejne sezony (z przerwą w latach 2001–2003 na grę w Stali Stalowa Wola), świętując wraz z klubem w 2004 awans do piłkarskiej ekstraklasy. W sezonie 2004/2005 zaliczył 25 spotkań w I lidze.